# ارنستو گاستالدی
ارنستو گاستالدی (ایتالیایی: Ernesto Gastaldi؛ زادهٔ ۱۰ سپتامبر ۱۹۳۴) کارگردان فیلم، فیلم‌نامه‌نویس، و نویسنده اهل ایتالیا است.
از فیلم‌هایی که وی در آن‌ها نقش داشته است، می‌توان به نوبت توست که بمیری، لیبیدو، دارم یه قایق تفریحی می‌گیرم، روزی روزگاری در آمریکا، آنا، آن لذت خاص، ضعف اخلاقی عجیب خانم وارْدْ، تمامی رنگ‌های تاریکی، دلیل آن قطره‌های عجیب خون روی بدن جنیفر چیست؟، دُم عقرب، گناه در وجودت حبس شده و فقط من کلیدش را دارم، آریزونا کلت بازمی‌گردد، میلان می‌لرزد: پلیس به‌دنبال عدالت، شهر قمار، مرگ مشکوک یک دختر کم سن‌وسال، قتل در گورستان اتروسک، ۲۰۱۹، پس از سقوط نیویورک، قطار سریع‌السیر کازابلانکا، خون‌آشام اپرا و ده‌هزار دلار برای یک قتل‌عام اشاره نمود.